# Планкетт, Уолтер
Уолтер Планкетт (англ. Walter Plunkett; 5 июня 1902, Окленд, Калифорния — 8 марта 1982, Санта-Моника, Калифорния) — американский художник по костюмам

.

## Биография
До начала карьеры в кинематографе Планкетт изучал право в Калифорнийском университете, но его больше интересовал театр.
Поработав в Нью-Йорке сценическим актёром, художником по костюмам и декорациям, он переехал в Голливуд. Некоторое время работал статистом, но вскоре сделал карьеру в дизайне костюмов для кино. До 1935 года Планкетт сотрудничал с RKO.
Проработав 12 лет внештатным художником по костюмам, в 1947 году Планкетт присоединился к MGM, где работал до 1965 года.
Специальностью Планкетта были исторические фильмы, из которых наиболее известны «Унесённые ветром» (1939) и «Поющие под дождём» (1952). В первом из них зрители запомнили зелёное платье Скарлетт О’Хары. Во втором из них пародировался стиль «ревущих двадцатых», когда начиналась карьера Планкетта.
Многократно номинировался на «Оскар», но получил его лишь однажды, в 1952 году, за картину «Американец в Париже» (1951) — совместно с Ирен Шарафф и Орри-Келли.

## Избранная фильмография
- Рио Рита / Rio Rita (англ., 1929)
- Диксиана / Dixiana (англ., 1930)
- Самая опасная игра / The Most Dangerous Game (англ., 1932)
- Ночь после ночи / англ., 1932)
- Животное царство / The Animal Kingdom (1932)
- Кинг-Конг / King Kong] (1933)
- Кристофер Стронг / Christopher Strong (1933)
- Двойная привязанность / Double Harness (1933)
- Ранняя слава / Morning Glory (1933)
- Маленькие женщины / Little Women (1933)
- Сын Конга / Son of Kong (1933)
- Полёт в Рио / Flying Down to Rio (1933)
- Гип-гип ура! / (англ., 1934)
- Злюка / Spitfire (1934)
- Где встречаются грешники / Where Sinners Meet (1934)
- Старшая школа / Finishing School (1934)
- Просто динамит / Strictly Dynamite (1934)
- Стингари / Stingaree (1934)
- Жизнь Верги Винтерс / The Life of Vergie Winters (1934)
- Убийство на школьной доске / Murder on the Blackboard (1934)
- Бремя страстей человеческих / Of Human Bondage (1934)
- Мы снова богаты / We’re Rich Again (1934)
- Приманка для холостяка / Bachelor Bait (1934)
- До их последней яхты / Down to Their Last Yacht (1934)
- Эпоха невинности / The Age of Innocence (англ., 1934)
- Весёлая разведённая / The Gay Divorcee (1934)
- Энн из Зелёных Крыш / Anne of Green Gables (англ., 1934)
- Серебряная стрела / The Silver Streak (1934)
- Маленький служитель / The Little Minister (1934)
- Осведомитель / The Informer (1935)
- Джална / Jalna (англ., 1935)
- Элис Адамс / Alice Adams (англ., 1935)
- Три мушкетёра / The Three Musketeers (1935)
- Мария Шотландская / Mary of Scotland (1936)
- Восставшая женщина / A Woman Rebels (1936)
- Плуг и звёзды / The Plough and the Stars (1936)
- Квэлити-стрит / Quality Street (1937)
- Женщина, которую я люблю (Эскадрилья) / The Woman I Love (1937)
- Ничего святого / Nothing Sacred (1937)
- Приключения Тома Сойера / The Adventures of Tom Sawyer (1938)
- Дилижанс / Stagecoach (1939)
- Горбун из Нотр-Дама / The Hunchback of Notre Dame (1939)
- Унесённые ветром / Gone with the Wind (1939)
- Бдение в ночи / Vigil in the Night (1940)
- Дамы на пенсии / Ladies in Retirement (1941)
- Лидия / Lydia (1941)
- На запад, юная леди / Go West, Young Lady (1941)
- Корсиканские братья / The Corsican Brothers (1941)
- Леди на ночь / Lady for a Night (1942)
- Коммандос ударят на рассвете / Commandos Strike at Dawn (1942)
- Вечность и один день / Forever and a Day (1943)
- Начинается жара / The Heat’s On (1943)
- В старой Оклахоме / In Old Oklahoma (1943)
- Нью-Амстердам празднует / Knickerbocker Holiday (1944)
- Не могу не петь / Can’t Help Singing (1944)
- Песня, чтобы помнить / A Song to Remember (1945)
- Здесь прошёл Джонс / Along Came Jones (1945)
- Дуэль под солнцем / Duel in the Sun (1946)
- Море травы / The Sea of Grass (1947)
- Мой брат разговаривает с лошадьми / My Brother Talks to Horses (1947)
- Песня любви / Song of Love (1947)
- Улица Зелёного Дельфина / Green Dolphin Street (1947)
- Летние каникулы / Summer Holiday (1948)
- Три мушкетёра / The Three Musketeers (англ., 1948)
- Целующий бандит / The Kissing Bandit (1948)
- Маленькие женщины / Little Women (1949)
- Таинственный сад / The Secret Garden (1949)
- Эта женщина Форсайтов / That Forsyte Woman (1949)
- Засада / Ambush (1950)
- Всадники / The Outriders (1950)
- Звёзды в моей короне / Stars in My Crown (1950)
- Чёрная рука / Black Hand (1950)
- Энни, бери своё ружьё / Annie Get Your Gun (1950)
- Счастливые годы / The Happy Years (1950)
- Дьявольский проход / Devil’s Doorway (1950)
- Любимец Нового Орлеана / The Toast of New Orleans (1950)
- Летние гастроли / Summer Stock (1950)
- Копи царя Соломона / King Solomon’s Mines (1950)
- Две недели с любовью / Two Weeks with Love (1950)
- Великолепный янки / The Magnificent Yankee (1950)
- Оплата по требованию / Payment on Demand (1951)
- Долина возмездия / Vengeance Valley (1951)
- Мистер Империум / Mr. Imperium (1951)
- Три солдата / Soldiers Three (1951)
- Добрая леди / Kind Lady (1951)
- Шоу на пароходе / Show Boat (1951)
- Закон и леди / The Law and the Lady (1951)
- По всему штату Миссури / Across the Wide Missouri (1951)
- Человек в плаще / The Man with a Cloak (1951)
- На Запад с женщинами / Westward the Women (1951)
- Поющие под дождём / Singin' in the Rain (1952)
- Карабин Вильямс / Carbine Williams (1952)
- Узник крепости Зенда / The Prisoner of Zenda (1952)
- Плимутское приключение / Plymouth Adventure (англ., 1952)
- Русалка на миллион долларов / Million Dollar Mermaid (1952)
- Скандал в Скури / Scandal at Scourie (1953)
- Малышка Бесс / Young Bess (англ., 1953)
- Езжай, Вакеро! / Ride, Vaquero! (1953)
- Актриса / The Actress (1953)
- Целуй меня, Кэт / Kiss Me Kate (1953)
- Все братья были доблестны / All the Brothers Were Valiant (1953)
- Принц-студент / The Student Prince (1954)
- Семь невест для семерых братьев / Seven Brides for Seven Brothers (1954)
- Долина царей / Valley of the Kings (1954)
- Афина / Athena (1954)
- Глубоко в моём сердце / Deep in My Heart (1954)
- Через множество рек / Many Rivers to Cross (1955)
- Фаворитка Юпитера / Jupiter’s Darling (1955)
- Хрустальный башмачок / The Glass Slipper (1955)
- Мунфлит / Moonfleet (1955)
- Красный мундир / The Scarlet Coat (1955)
- Королевский вор / The King’s Thief (1955)
- Диана / Diane (1956)
- Самый быстрый из живых стрелков / The Fastest Gun Alive (1956)
- Жажда жизни / Lust for Life (1956)
- Запретная планета / Forbidden Planet (1956)
- Славный револьвер / Gun Glory (1957)
- Округ Рэйнтри / Raintree County (1957)
- Братья Карамазовы / The Brothers Karamazov (1958)
- Весёлый Эндрю / Merry Andrew (1958)
- Пастух / The Sheepman (1958)
- Закон и Джейк Уэйд / The Law and Jake Wade (1958)
- И подбежали они / Some Came Running (1958)
- Домой с холма / Home from the Hill (1960)
- Поллианна / (англ., 1960)
- Колокола звонят / Bells Are Ringing (1960)
- Симаррон / Cimarron (1960)
- Пригоршня чудес / Pocketful of Miracles (1961)
- Четыре всадника Апокалипсиса / Four Horsemen of the Apocalypse (1962)
- Две недели в другом городе / Two Weeks in Another Town (англ., 1962)
- Как был завоёван Запад / How the West Was Won (1962)
- Свадьба на скалах / Marriage on the Rocks (1965)
- 7 женщин / 7 Women (1966)